# 格林縣 (喬治亞州) (1777年)
格林縣（英語：Glynn County）是美国喬治亞州東部的一個縣，東臨大西洋，面積1,516平方公里。根據2020年美國人口普查，共有人口84,499人。縣治布朗斯维克（Brunswick）。該縣成立於1777年2月5日，是該州最早成立的七個縣之一；縣名紀念支持美洲人民的英国下议院議員約翰·葛林（John Glynn）。